# La Ferté-Chevresis
Pour les articles homonymes, voir La Ferté (homonymie).
La Ferté-Chevresis est une commune française située dans le département de l'Aisne en région Hauts-de-France.

## Géographie
La commune est formée de La Ferté-sur-Péron, chef-lieu, et de Chevresis-les-Dames, hameau relié à La Ferté-Chevresis depuis 1819.

### Hydrographie
La commune est située dans le bassin Seine-Normandie. Elle est drainée par le Peron, le cours d'eau 01 de la commune de Chevresis-Monceau, le cours d'eau 01 de la commune de la Ferté-Chevresis et le cours d'eau 02 de la commune de la Ferté-Chevresis,,.
Le Péron, d'une longueur de 15 km, prend sa source dans la commune de Monceau-le-Neuf-et-Faucouzy et se jette  dans la Serre en limite de Nouvion-et-Catillon et de Mesbrecourt-Richecourt, après avoir traversé cinq communes.

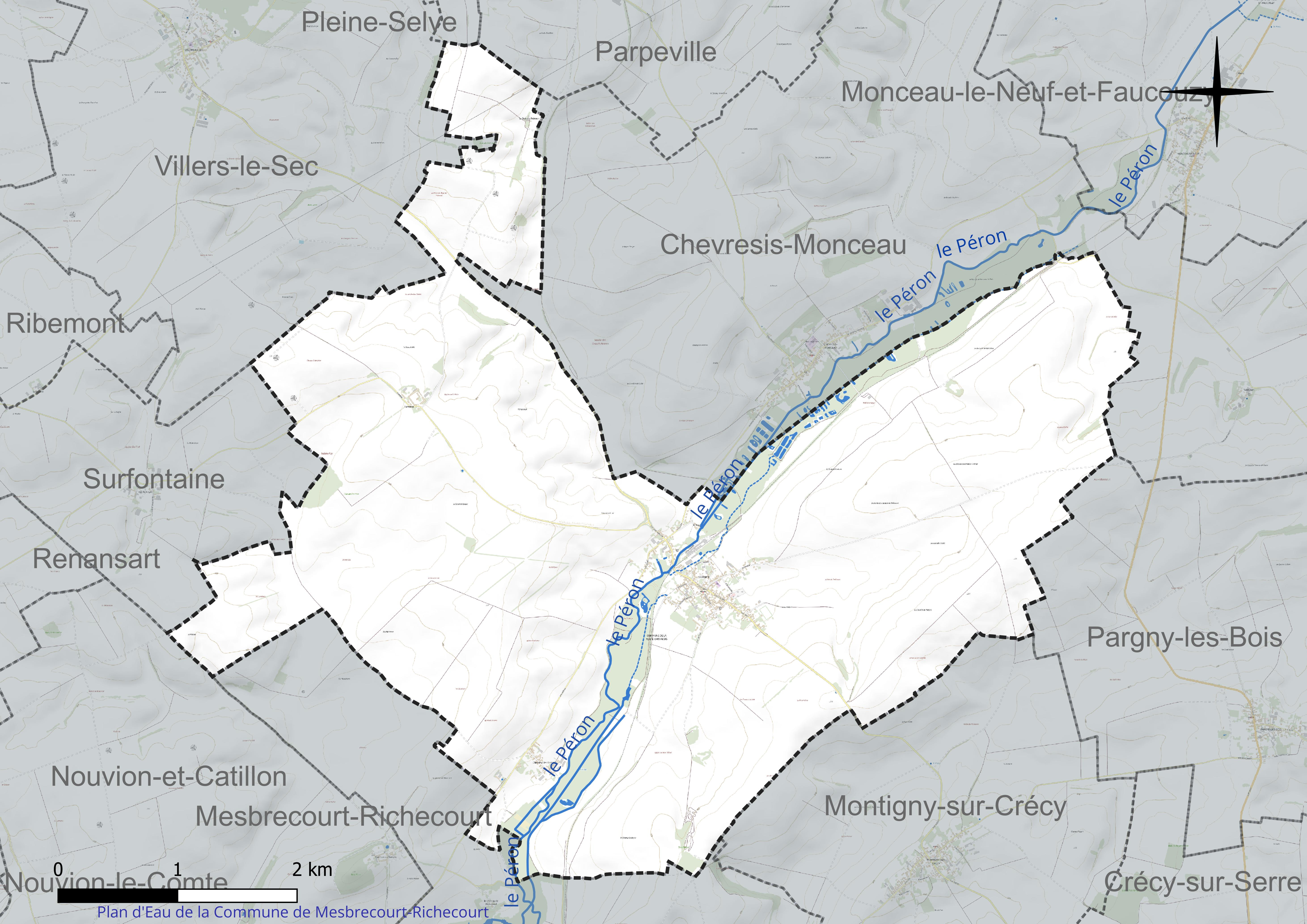
Réseau hydrographique de la Ferté-Chevresis.

### Climat
Pour des articles plus généraux, voir Climat des Hauts-de-France et Climat de l'Aisne.
En 2010, le climat de la commune est de type climat océanique dégradé des plaines du Centre et du Nord, selon une étude du CNRS s'appuyant sur une série de données couvrant la période 1971-2000. En 2020, Météo-France publie une typologie des climats de la France métropolitaine dans laquelle la commune est exposée à un climat océanique altéré et est dans la région climatique Nord-est du bassin Parisien, caractérisée par un ensoleillement médiocre, une pluviométrie moyenne régulièrement répartie au cours de l'année et un hiver froid (3 °C).
Pour la période 1971-2000, la température annuelle moyenne est de 10,4 °C, avec une amplitude thermique annuelle de 15,2 °C. Le cumul annuel moyen de précipitations est de 717 mm, avec 12,1 jours de précipitations en janvier et 8,6 jours en juillet. Pour la période 1991-2020, la température moyenne annuelle observée sur la station météorologique la plus proche, située sur la commune d'Aulnois-sous-Laon à 14 km à vol d'oiseau, est de 11,0 °C et le cumul annuel moyen de précipitations est de 685,6 mm,. Pour l'avenir, les paramètres climatiques de la commune estimés pour 2050 selon différents scénarios d'émission de gaz à effet de serre sont consultables sur un site dédié publié par Météo-France en novembre 2022.

## Urbanisme

### Typologie
Au 1er janvier 2024, La Ferté-Chevresis est catégorisée commune rurale à habitat dispersé, selon la nouvelle grille communale de densité à 7 niveaux définie par l'Insee en 2022.
Elle est située hors unité urbaine et hors attraction des villes,.

### Occupation des sols
L'occupation des sols de la commune, telle qu'elle ressort de la base de données européenne d'occupation biophysique des sols Corine Land Cover (CLC), est marquée par l'importance des territoires agricoles (93 % en 2018), une proportion identique à celle de 1990 (93 %). La répartition détaillée en 2018 est la suivante : 
terres arables (93 %), forêts (4,3 %), zones urbanisées (2,8 %).
L'évolution de l'occupation des sols de la commune et de ses infrastructures peut être observée sur les différentes représentations cartographiques du territoire : la carte de Cassini (XVIIIe siècle), la carte d'état-major (1820-1866) et les cartes ou photos aériennes de l'IGN pour la période actuelle (1950 à aujourd'hui).

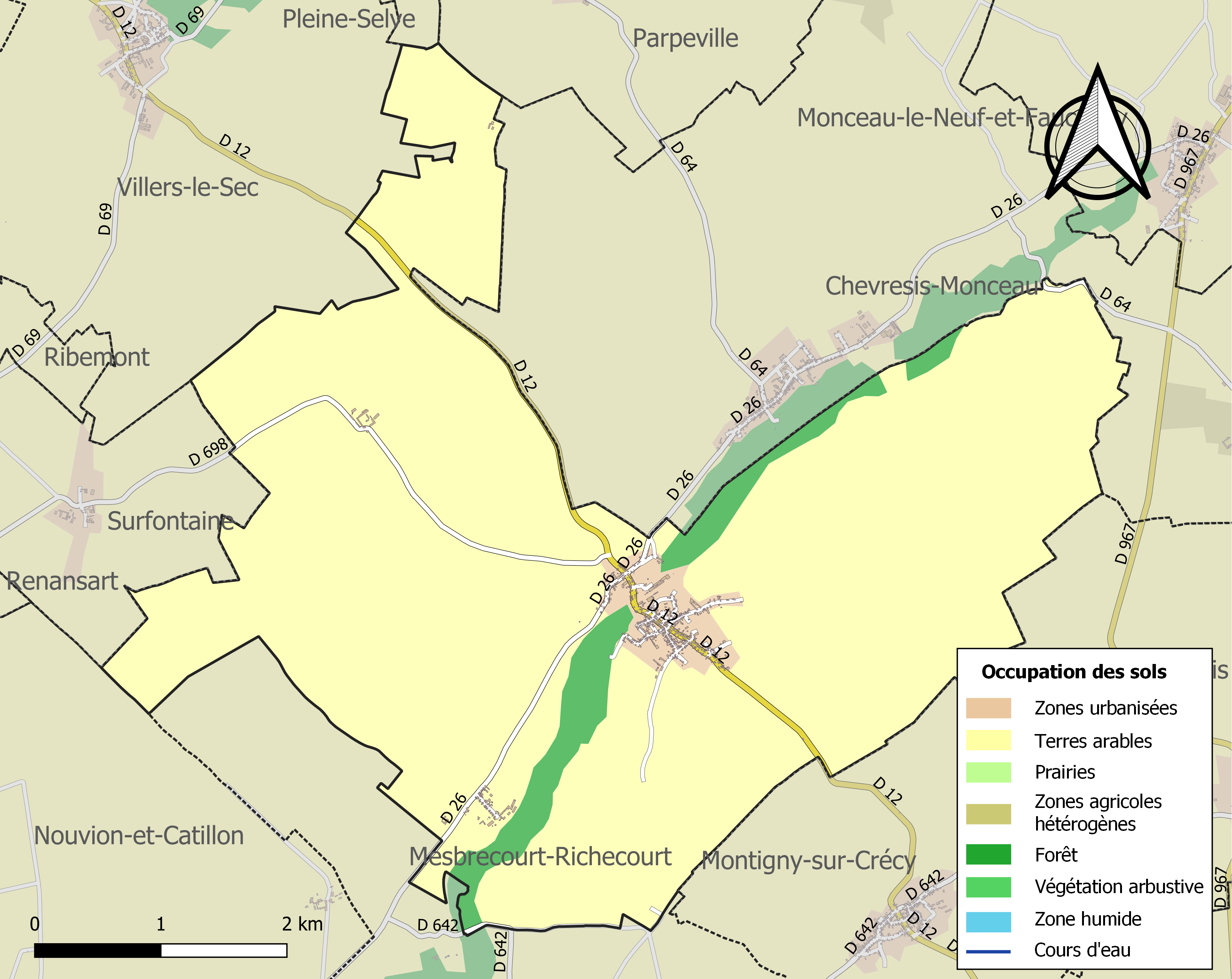
Carte de l'occupation des sols de la commune en 2018 (CLC).

## Toponymie
Le nom du village apparaît pour la première fois en l'an 1147, sous l' appellation latine de Firmitas dans une charte de l'Abbaye de Prémontré, ensuite Ecclesia leprosorum apud Firmitatem en l'an 1158. Ce nom indique qu'une léproserie existait dans le village ; elle sera unie en 1695 à l'Hôtel-Dieu de Laon. 

La paroisse changera ensuite une vingtaine fois de nom en fonction des différents transcripteurs : Blihardy, Le Ferté, La Freteit, Feodum de Feritatis en 1223, Freté-Bliart, Freité-Béliard, Ferté-Béliard-sur-Péron en 1464..., et enfin La Ferté-sur-Péron en 1472 sur la carte de Cassini vers 1750.
Selon l'article de Marie-Thérèse Morlet intitulé "la Toponymie de la Thiérache" publié dans la Revue nationale d'onomastique, "Firmitas", formé sur l'adjectif "firmus" signifiant "ferme, solide" prit à l'époque carolingienne le sens de "forteresse".

Les Fertés étaient à l'origine des refuges défendus par une enceinte de planches composée de tours en bois et recouverte de peaux de bêtes pour éviter les incendies.
Chevresis-les-Dames

Le nom du hameau est mentionné en 1156 sous le nom de Chiervesis puis Chiévresi dans une charte de l'abbaye de Prémontré. Ensuite, Chevrisiacum-Beate-Marie, Kievresi-Notre-Dame, Chevresys-Notre-Dame et enfin Chevresis-les-Dames sur la carte de Cassini vers 1750.

La commune a été unie à celle de La Ferté-sur-Péron sous le nom de La Ferté-Chevresis par une ordonnance royale de 2 janvier 1819.

## Histoire
|  |

La carte de Cassini montre qu'au XVIIIe siècle, La Ferté était une paroisse située sur la rive gauche du ruisseau le Péron.

Un moulin à eau symbolisé par une roue dentée est installé sur la rivière.

Le village est traversé par le chemin qui va de Ribemont à Laon.

Le château est également représenté.

Au nord-est, Les Rocquets étaient une ferme détruite au début du XIXe siècle.
Le calvaire Croisette et la ferme les Ferieres sont également disparus.

Chevresis était une paroisse située sur la rive droite du Péron.

Le roi de France Henri IV aurait dormi une nuit à La Ferté-Chevresis.

## Politique et administration

### Découpage territorial
La commune de Ferté-Chevresis est membre de la communauté de communes du Val de l'Oise, un établissement public de coopération intercommunale (EPCI) à fiscalité propre créé le 1er janvier 2014 dont le siège est à Mézières-sur-Oise. Ce dernier est par ailleurs membre d'autres groupements intercommunaux.
Sur le plan administratif, elle est rattachée à l'arrondissement de Saint-Quentin, au département de l'Aisne et à la région Hauts-de-France. Sur le plan électoral, elle dépend du  canton de Ribemont pour l'élection des conseillers départementaux, depuis le redécoupage cantonal de 2014 entré en vigueur en 2015, et de la troisième circonscription de l'Aisne  pour les élections législatives, depuis le dernier découpage électoral de 2010.

### Administration municipale
| Période                                  | Période                       | Identité        | Étiquette | Qualité                                 |
| ---------------------------------------- | ----------------------------- | --------------- | --------- | --------------------------------------- |
| Les données manquantes sont à compléter. |                               |                 |           |                                         |
| avant 1981                               |                               | Henri Nottellet |           |                                         |
| mars 2001                                | mars 2008                     | Benoît Venet    |           |                                         |
| mars 2008                                | juillet 2020                  | Joseph Montagne | DVG       | Retraité Réélu pour le mandat 2014-2020 |
| juillet 2020                             | En cours (au 12 juillet 2020) | Franck Burton   |           |                                         |

## Démographie

### Évolution démographique
À partir du XXIe siècle, les recensements réels des communes de moins de 10 000 habitants ont lieu tous les cinq ans. Pour La Ferté-Chevresis, cela correspond à 2004, 2009, etc.. Les autres dates de « recensements » (2008, etc.) sont des estimations.
| 1793 | 1800 | 1806  | 1821  | 1831  | 1836  | 1841  | 1846  | 1851  |
| ---- | ---- | ----- | ----- | ----- | ----- | ----- | ----- | ----- |
| 838  | 844  | 1 025 | 1 083 | 1 244 | 1 368 | 1 379 | 1 348 | 1 417 |

| 1856  | 1861  | 1866  | 1872  | 1876  | 1881  | 1886  | 1891  | 1896  |
| ----- | ----- | ----- | ----- | ----- | ----- | ----- | ----- | ----- |
| 1 478 | 1 504 | 1 467 | 1 435 | 1 400 | 1 343 | 1 324 | 1 344 | 1 325 |

| 1901  | 1906  | 1911  | 1921 | 1926  | 1931 | 1936 | 1946 | 1954 |
| ----- | ----- | ----- | ---- | ----- | ---- | ---- | ---- | ---- |
| 1 317 | 1 306 | 1 232 | 991  | 1 011 | 935  | 949  | 937  | 903  |

| 1962 | 1968 | 1975 | 1982 | 1990 | 1999 | 2004 | 2006 | 2009 |
| ---- | ---- | ---- | ---- | ---- | ---- | ---- | ---- | ---- |
| 847  | 830  | 714  | 665  | 626  | 567  | 584  | 589  | 591  |

| 2010 | - | - | - | - | - | - | - | - |
| ---- | - | - | - | - | - | - | - | - |
| 589  | - | - | - | - | - | - | - | - |

Histogramme

(élaboration graphique par Wikipédia)

#### La Ferté-sur-Péron
| 1793 | 1800 | 1806 | 1821  |
| ---- | ---- | ---- | ----- |
| 780  | 795  | 919  | 1 003 |

#### Chevresis-lès-Dames
| 1793 | 1800 | 1806 | 1821 |
| ---- | ---- | ---- | ---- |
| 58   | 49   | 46   | 80   |

## Lieux et monuments
- Église Saint-Brice.
- Ancien Casino.
- Chapelle de la Vierge Marie (oratoire).
- Monument aux morts.
- Calvaire.
- Ancienne gare sur les lignes Ribemont - La Ferté-Chevresis et La Ferté-Chevresis - Flavigny-le-Grand.

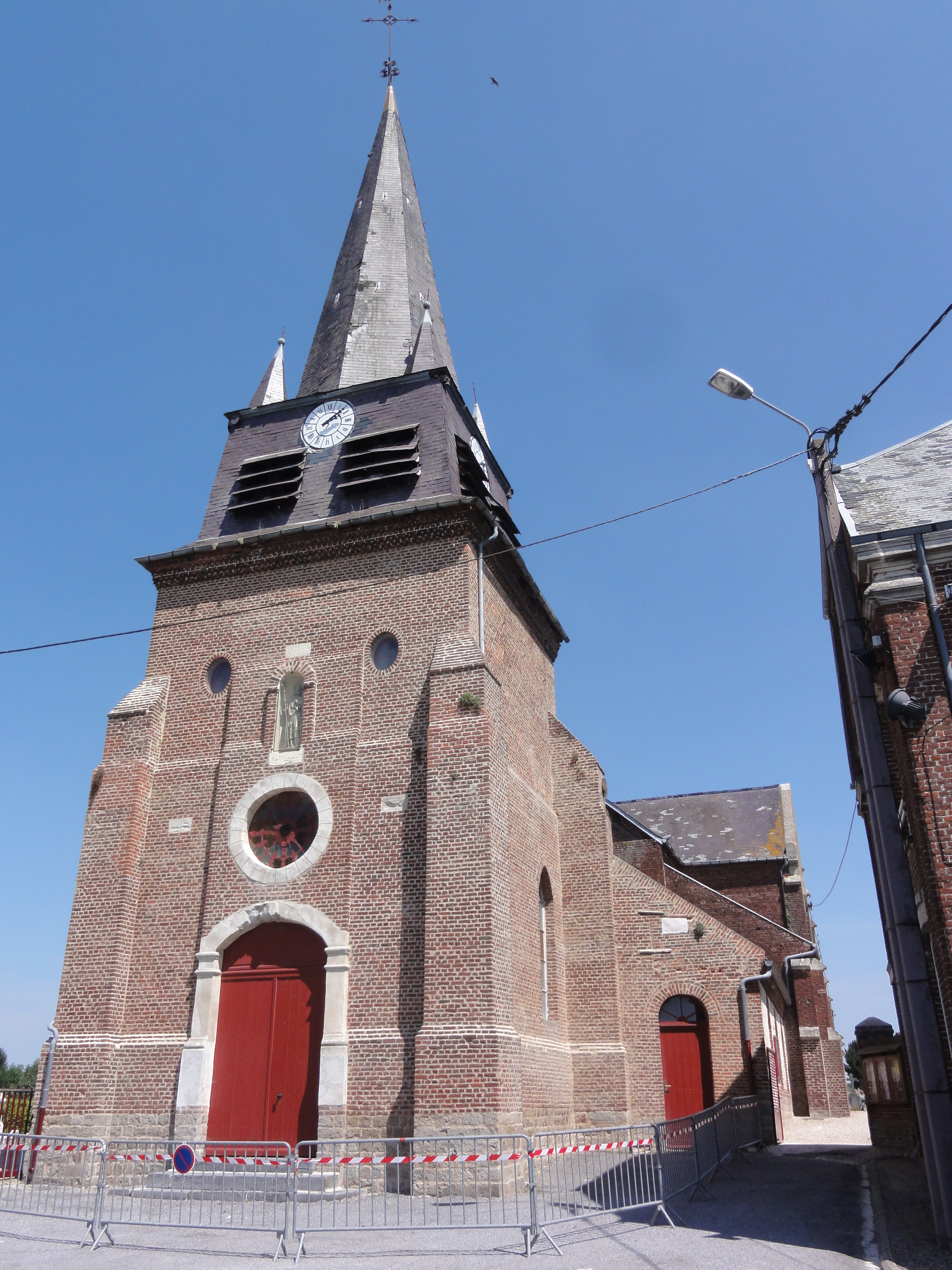
Église Saint-Brice.
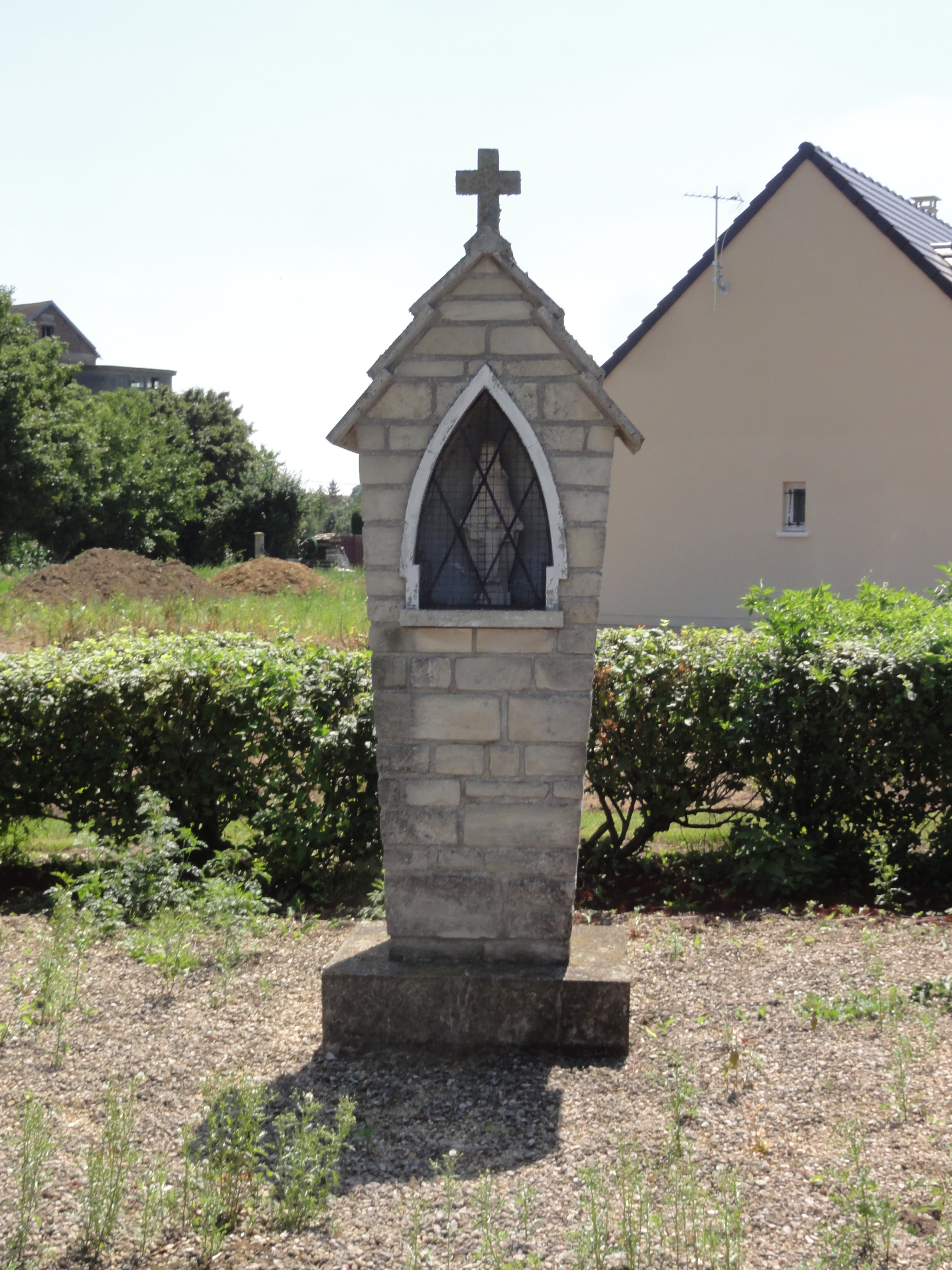
Chapelle de la Vierge Marie.
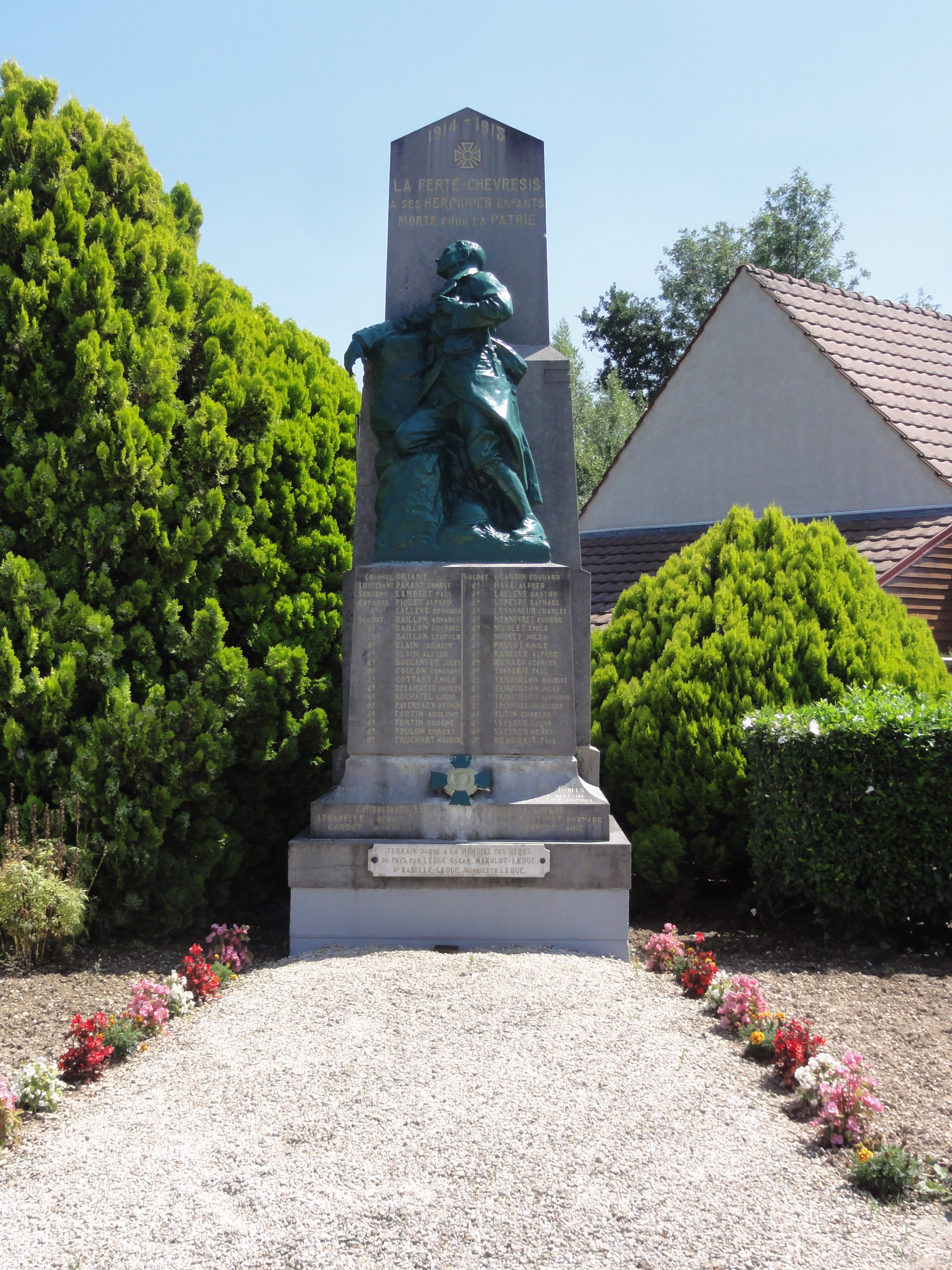
Monument aux morts.
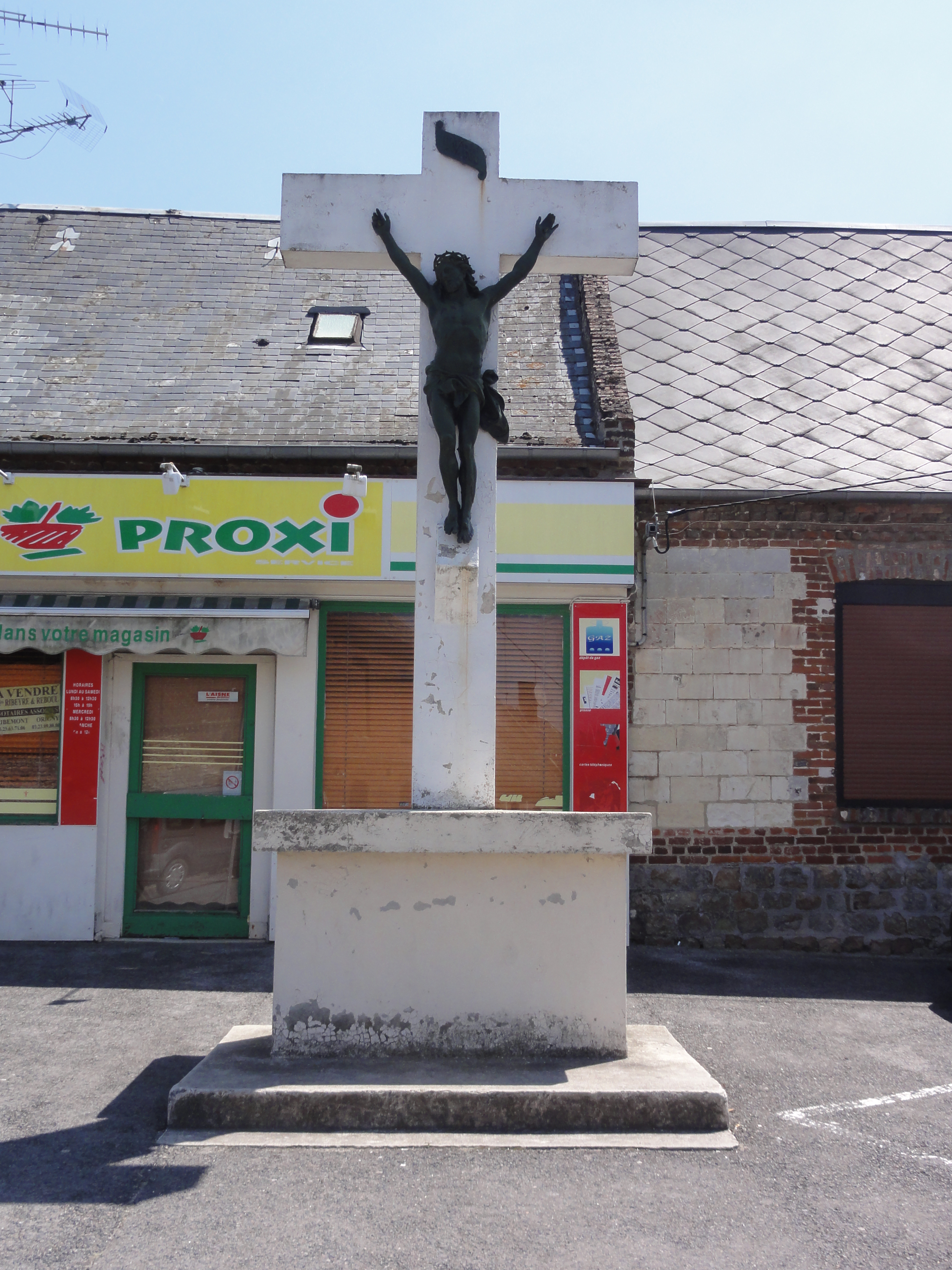
Calvaire.
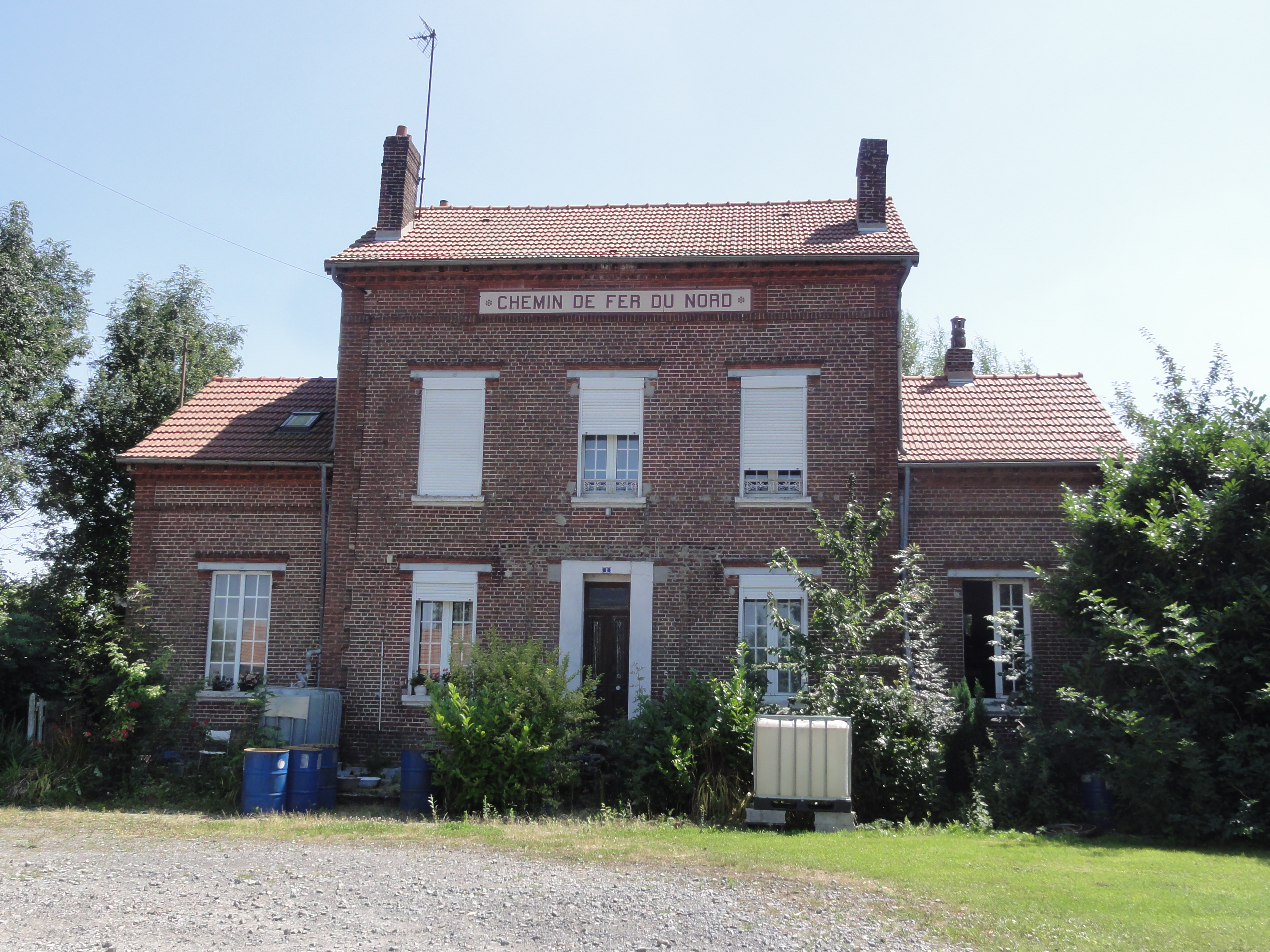
Ancienne gare.

## Personnalités liées à la commune
René de Marrillac fut baron de La Ferté-sur-Péron.

## Pour approfondir